# Rubén González Fontanills
Rubén González Fontanills (ur. 26 maja 1919 w Santa Clara, zm. 8 grudnia 2003 w Hawanie) – kubański pianista i kompozytor muzyki son, członek formacji Buena Vista Social Club. Uczył się gry na fortepianie w konserwatorium Cienfuegos, które ukończył w 1934 roku. Studiował również medycynę, lecz zmuszony był przerwać naukę ze względu na problemy finansowe. W 1943 wydał swoją pierwszą płytę z Arsenio Rodríguezem. Koncertował w słynnym hawańskim klubie Tropicana. Wkrótce technika jego grania zaczęła być rozpoznawalna na Kubie i niektórych krajach Ameryki Łacińskiej.
Przeszedł na emeryturę pod koniec lat 80., lecz prawdziwą karierę rozpoczął dopiero po wydaniu w 1997 solowego albumu "Introducing... Rubén González". Rok później amerykański kompozytor i producent muzyczny Ry Cooder namówił swojego długoletniego przyjaciela, Wima Wendersa do nakręcenia filmu o "magii kubańskiego ducha". Projekt Buena Vista Social Club był dokumentem z sesji nagraniowej dawno zapomnianych muzyków, w której poza takimi nazwiskami, jak Ibrahim Ferrer czy Compay Segundo uczestniczył także Rubén González. Sam Cooder powiedział o muzyku, że "był najlepszym pianistą, jakiego kiedykolwiek słyszał". Film Wendersa stał się sławny na całym świecie, a użyta w nim ścieżka dźwiękowa wznowiła w Stanach Zjednoczonych modę na kubańską muzykę, zdobywając w 1998 prestiżową nagrodę Grammy. Ostatnim albumem w dorobku artysty było "Chanchullo", wydane w 2002. W tym samym roku Buena Vista Social Club z Gonzálezem w składzie koncertowała w Poznaniu na Międzynarodowym Festiwalu Teatralnym „Malta”.
Muzyk zmarł w wieku 84 lat; przyczyną zgonu była niewydolność płuc i wątroby.

## Dyskografia
- 1955 – Orquesta América del 55 (współudział)
- 1975 – Indestructible (wraz z orkiestrą Enrique Jorrína)
- 1978 – Estrellas de Areito (współudział)
- 1997 – Introducing... Rubén González
- 1997 – A Toda Cuba Le Gusta (wpółudział)
- 1997 – Buena Vista Social Club (współudział)
- 1999 – Indestructible
- 2000 – Sentimiento
- 2002 – Dos Grandes Con la Orquesta Jorrín (Rubén i Raul Planas González)
- 2002 – Chanchullo